# سید محسن موسوی
سید محسن موسوی (زاده ۱ فروردین ۱۳۳۵ در تهران - ربوده شده ۱۴ تیر ۱۳۶۱ در لبنان) دیپلمات ایرانی و کاردار سفارت ایران در بیروت بود. وی یکی از ۴ دیپلمات ربوده شده ایران در لبنان در سال ۱۳۶۱ است.

## سال‌های اولیه زندگی
موسوی در۱۵ سالگی موفق به اخذ مدرک دیپلم شد و بلافاصله در رشته برق دانشگاه تهران پذیرفته شد.
فشارهای ساواک سبب شد که وی در سال ۱۳۵۶ به همراه همسر و برادر خود راهی آمریکا شود. وی در آمریکا به مبارزات خود علیه حکومت پهلوی ادامه داد. فعالیت‌های شامل بحث و گفتگو در مورد انقلاب، مبارزات، تکلیف انسان در دنیا و آخرت و تحلیل مواضع کمونیست‌ها بود. در همین زمان «مجاهدین خلق» هم در حال جذب دانشجویان بودند. سید موسوی در مورد آن‌ها می‌گفت: «اینها اسلام و کمونیسم را قاطی کرده‌اند و به خورد مردم می‌دهند.»
با پیروزی انقلاب وی در اردیبهشت ۱۳۵۸ به ایران بازگشت و در حراست فرودگاه مشغول به کار شد. وی در همان سال، تحت پوشش یک گروه دانشجویی به دعوت شیعیان لبنان و دکتر مصطفی چمران و بنا به دستور روح‌الله خمینی رهسپار لبنان شد.

## ربوده شدن
به دنبال محاصره سفارت ایران در لبنان در ۱۴ تیر سال ۱۳۶۱، موسوی به همراه احمد متوسلیان فرمانده لشکر ۲۷ محمد رسول‌الله، کاظم اخوان خبرنگار و عکاس خبرگزاری ایرنا و تقی رستگار مقدم راهی سوریه و لبنان شدند.
به روایت منصور کوچک محسنی، پاسدار و از دستیاران متوسلیان در لبنان، متوسلیان با توجه به نقش عمده‌اش در آزادسازی خرمشهر، تنها چند هفته پس از آزادسازی خرمشهر در راس گروهی از سپاه پاسداران (به همراه گروهی از ارتش ایران) به سوریه اعزام شده بود. پس از آنکه متوسلیان گروه‌های مختلفی که بعداً حزب‌الله لبنان را تشکیل دادند هماهنگ می‌کند، با توجه به اصرار روح‌الله خمینی رهبر وقت ایران به محدود کردن مداخله سپاه در لبنان و تمرکز نیروهای نظامی ایران بر جنگ با عراق، قرار بر این شد که متوسلیان به ایران بازگردد. پس از پایان جلسه ای در ۱۳ تیر در بعلبک لبنان که در آن بازگشت متوسلیان به اطلاع گروه‌های لبنانی رسانده می‌شود، سید محسن موسوی، کاردار سفارت ایران در بیروت، با توجه به اتمام مأموریت متوسلیان و تصمیم او به بازگشت در روز سه شنبه [۱۵ تیر ۱۳۶۱]، پیشنهاد می‌کند که متوسلیان با او و با استفاده از خودرو سفارت تا بیروت برود و دوری بزند و در پایان هم گزارشی برای رهبر ایران یا شخص دیگری تهیه کند. در نهایت قرار می‌شود که متوسلیان ۸ صبح ۱۴ تیر بعلبک را به مقصد بیروت ترک کند. حوالی ۲ بعد از ظهر خبر دستگیری متوسلیان و همراهانش به گروه ایرانی می‌رسد.
آن‌ها در پست بازرسی برباره توسط عناصر شبه نظامی متحد اسرائیل، موسوم به نیروهای لبنانی فالانژیست‌ها دستگیر و به نقطه نامعلومی انتقال داده شده بودند.
سمیر جعجع یکی از رهبران فالانژها پس از آزادی از زندان اعتراف کرد که گروگان‌های ایرانی به نیروهای وی تحویل داده شده و سپس توسط آنان کشته شده‌اند ولیکن مقامات ایرانی این ادعا را مشکوک دانسته‌اند.
هاشمی رفسنجانی در خاطرات سال ۱۳۶۷ خود می‌نویسد:
«فرستاده رئیس‌جمهور کنیا آمد. اطلاع داد که گروگان‌های ما در لبنان همان سال ۶۲ شهید شده‌اند و خواستار مبادله گروگان‌های انگلیسی و سه اسرائیلی با ۹۰ اسیر شیعه در اسرائیل شد. گفتم اسامی اسرای مورد نظر و آثار گروگان‌های ما را بیاورند.»
وی در خاطرات سال ۱۳۶۹ در جریان کمک به آزادسازی گروگانهای آمریکایی در لبنان به پیامی از جرج بوش -رئیس‌جمهور وقت ایالات متحده- اشاره می‌کند و می‌نویسد:
«اطلاعات آمریکا می‌گوید گروگان‌های ایرانی در دست مارونی‌ها در همان روزهای اول کشته شده‌اند ولی باز هم آن‌ها آمادگی دارند که پیگیری مسئله آن گروگان‌ها را ادامه دهند.»
به گفته مرکز اسناد انقلاب اسلامی «اگرچه ابتدا گفته می‌شد که سید محسن موسوی کاردار جمهوری اسلامی ایران در بیروت و همراهانش کشته شده‌اند؛ اما شواهد و مدارک موجود، حاکی از آن است که آن‌ها در اسارت رژیم صهیونیستی می‌باشند.»
حسین دهقان (وزیر دفاع ایران) در سوم خرداد ۱۳۹۵ خبر داد احمد متوسلیان و دیپلمات‌های ربوده شدهٔ ایرانی زنده‌اند و در اسارت اسرائیل هستند. پیش از این نیز غضنفر رکن‌آبادی سفیر اسبق ایران در لبنان از زنده بودن دیپلمات‌های ایرانی خبر داده بود.

## کمین جولای ۸۲
"حمید داودآبادی" کتابی با نام "کمین جولای ۸۲" نوشته که روزشمار ربع قرن گروگان‌گیری چهار دیپلمات ایرانی از سال ۱۳۶۱ تا ۱۳۸۴ است که به زبان انگلیسی هم ترجمه شده‌است.
نویسنده در این کتاب تلاش کرده‌است تا روزشماری از کلیه اخبار و وقایع اتفاق افتاده از ۱۴ تیر ۱۳۶۱ (چهارم ژوئیه ۱۹۸۲ - روز ربوده شدن چهار دیپلمات) تا تابستان ۱۳۸۴ را گردآوری نماید.